# Ломако, Валерий Петрович
Вале́рий Петро́вич Лома́ко (4 декабря 1937, Могилёв — 7 сентября 2021, Саратов) — музыкальный педагог, профессор, ректор Саратовской консерватории (1986—1997), музыковед, баянист. Заслуженный деятель искусств Российской Федерации. 

## Биография
Родился 4 декабря 1937 года в Могилёве. В 1961 году завершил обучение в Саратовской государственной консерватории имени Л. В. Собинова по классу баяна у преподавателя В. П. Плетнева, работал на кафедре народных инструментов. Окончил ассистентуру-стажировку при Горьковской консерватории им. М. И. Глинки под руководством профессора Н. Я. Чайкина.
В 1962 году стал дипломантом Всероссийского конкурса артистов эстрады, который состоялся в Москве. В 1991 году стал лауреатом Всесоюзного фестиваля в городе Бишкеке.
С 1961 года преподавал на кафедре народных инструментов Саратовской консерватории. С 1971 года – доцент кафедры. С  1972 по 1976 годы являлся заведующим кафедрой. С 1976 по 1986 годы Ломако работал в должности проректора по научной и учебной работе Саратовской консерватории. 
С 1986 по 1997 годы являлся ректором Саратовской консерватории. В годы его ректорства при консерватории была создана Музыкальная Академия для детей и юношества. Инициировал проведение региональных конкурсов, посвященных творческой деятельности баяниста, солиста Саратовской филармонии Ивана Паницкого. В 1992 году присвоено звание профессор.  
В качестве солиста, концертмейстера, музыкального руководителя выступал во многих городах страны: Москва, Санкт-Петербург, Ульяновск, Волгоград, Владикавказ, Уральск, Камышин, Борисоглебск, Могилев, Бишкек и другие, а также гастролировал в зарубежных странах. Проводил лекции, мастер-классы. Выступал с докладами на научных конференциях. Публиковал статьи, методические разработки. Вел в Саратовской консерватории авторский курс «Работа с фольклором».
Автор вокальных и инструментальных пьес.
Проживал в Саратове. Умер 7 сентября 2021 года.

## Награды и звания
- Орден «Знак Почёта» (1986)
- Медаль «Ветеран труда» (1986)
- Заслуженный деятель искусств Российской Федерации
- почетный знак Губернатора «За милосердие и благотворительность» (2002)
- почетная грамота министра культуры Саратовской области (2007)